# Takasa
Takasa és una banda suïssa creada en 2012 que va representar Suïssa en el Festival de la Cançó d'Eurovisió 2013, que es va celebrar en Malmö (Suècia), encara que no van passar a la final. La banda està formada per sis membres o soldats de l'organització cristiana Exèrcit de Salvació.

## Festival d'Eurovisió 2013
La banda va participar com Heilsarmee («Exèrcit de Salvació» en alemany) en la preselecció nacional suís amb la cançó "You and me". Es van classificar per la final nacional a través d'una votació d'Internet organitzada per la televisió Schweizer Fernsehen (SF). El 15 de desembre de 2012, van guanyar la final nacional, pel que van representar a Suïssa en el Festival de la Cançó d'Eurovisió 2013, encara que no van passar a la final. El 17 de desembre de 2012, la Unió Europea de Radiodifusió (UER) va anunciar que la banda hauria de canviar de nom per poder participar en el concurs, d'acord amb les normes del festival, que prohibien contingut polític i/o ideològic. El grup va anunciar que serien coneguts com a 'Takasa', una paraula suahili que significa "pur", i que portarien una indumentària diferent a Eurovisió en lloc de l'uniforme de la seva organització.